# Dalmatinska cesta
Dalmatinska cesta je bila stara hrvatska cestovna prometnica iz vremena Habsburške Monarhije. Do izgradnje Majstorske ceste graditelja Josipa Kajetana Knežića, ta je cesta bila jedina komunikacija Dalmacije s Likom i ostalom Hrvatskom. 
Dalmatinska je cesta bila građena po nalogu austrijskog cara Josipa II. Građena je od 1787. do 1789. godine. Vodila je od Zadra preko Knina, Zrmanje, Gračaca, Gospića, Otočca do Žute Lokve. Kod toga naselja spojena je sa starom Josipovom cestom koja je izgrađena desetak godina prije, a koju je projektirao Vinko Struppi.
Nakon završetka druge faza gradnje Majstorske ceste, ličke dionice duga 17 km duge od Malog Alana do Sv. Roka, Dalmatinska je cesta spojena s Majstorskom cestom 1832. godine kod mjesta Cerja odnosno tzv. Stare pošte.